# Pontcharra
Pontcharra is een gemeente in het Franse departement Isère (regio Auvergne-Rhône-Alpes) De gemeente maakt deel uit van het arrondissement Grenoble. Pontcharra telde op 1 januari 2022 7.373 inwoners. 

## Geografie

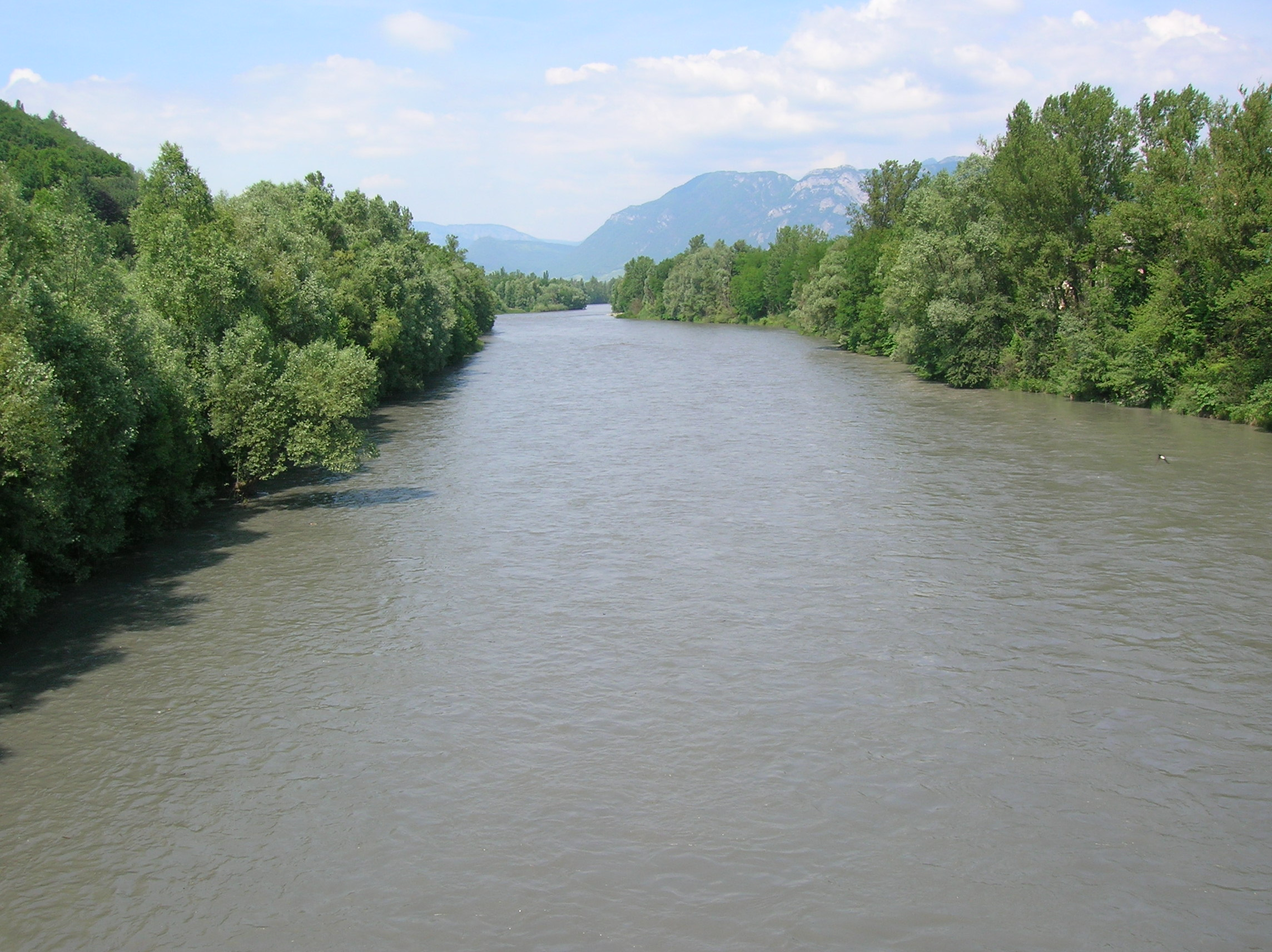
De Isère vanaf de brug in Poncharra

De oppervlakte van Pontcharra bedroeg op 1 januari 2022 15,58 vierkante kilometer; de bevolkingsdichtheid was toen 473,2 inwoners per km². De gemeente ligt in de Grésivaudan op de linkeroever van de Isère. Er is een brug over de rivier. Aan de overkant ligt Barraux aan de voet van de Chartreuse.

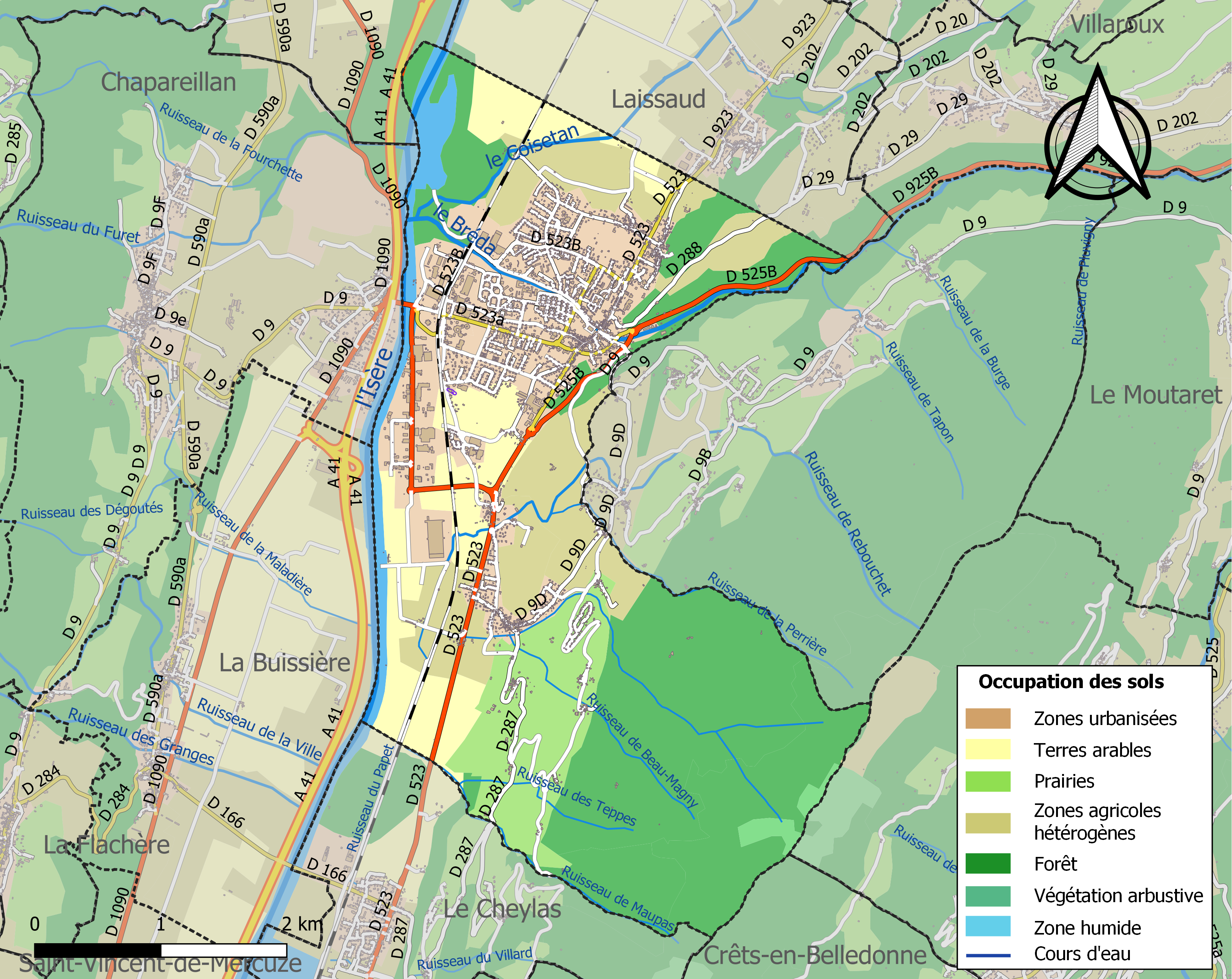
Kaart van de gemeente met de belangrijkste infrastructuur, bodemgebruik en omliggende gemeenten

## Verkeer en vervoer
In de gemeente ligt spoorwegstation Pontcharra-sur-Bréda.

## Demografie
Onderstaande figuur toont het verloop van het inwonertal (bron: INSEE-tellingen).